# Grande Prêmio da Bélgica de 1972
Resultados do Grande Prêmio da Bélgica de Fórmula 1 realizado em Nivelles-Baulers em 4 de junho de 1972. Quinta etapa da temporada, foi vencido pelo brasileiro Emerson Fittipaldi, da Lotus-Ford.

## Resumo
Emerson Fittipaldi conquistou a pole position nos treinos e no dia seguinte triunfou na prova.

## Classificação da prova
| Pos.   | Nº | Piloto               | Construtor     | Voltas | Tempo/Diferença      | Grid | Pontos |
| ------ | -- | -------------------- | -------------- | ------ | -------------------- | ---- | ------ |
| 1      | 32 | Emerson Fittipaldi   | Lotus-Ford     | 85     | 1:44:07.3            | 1    | 9      |
| 2      | 8  | François Cevert      | Tyrrell-Ford   | 85     | + 26.6               | 5    | 6      |
| 3      | 9  | Denny Hulme          | McLaren-Ford   | 85     | + 58.1               | 3    | 4      |
| 4      | 34 | Mike Hailwood        | Surtees-Ford   | 85     | + 1:12.0             | 8    | 3      |
| 5      | 16 | José Carlos Pace     | March-Ford     | 84     | + 1 volta            | 11   | 2      |
| 6      | 5  | Chris Amon           | Matra          | 84     | + 1 volta            | 13   | 1      |
| 7      | 10 | Peter Revson         | McLaren-Ford   | 83     | + 2 voltas           | 7    |        |
| 8      | 25 | Howden Ganley        | BRM            | 83     | + 2 voltas           | 15   |        |
| 9      | 11 | Ronnie Peterson      | March-Ford     | 83     | + 2 voltas           | 14   |        |
| 10     | 27 | Helmut Marko         | BRM            | 83     | + 2 voltas           | 23   |        |
| 11     | 6  | Rolf Stommelen       | Eifelland-Ford | 83     | + 2 voltas           | 20   |        |
| 12     | 12 | Niki Lauda           | March-Ford     | 82     | + 3 voltas           | 25   |        |
| 13     | 19 | Carlos Reutemann     | Brabham-Ford   | 81     | + 4 voltas           | 9    |        |
| 14     | 33 | Dave Walker          | Lotus-Ford     | 79     | + 6 voltas           | 12   |        |
| Ret    | 17 | Graham Hill          | Brabham-Ford   | 73     | Suspensão            | 16   |        |
| NC     | 15 | Henri Pescarolo      | March-Ford     | 59     | Não classificado     | 19   |        |
| Ret    | 30 | Clay Regazzoni       | Ferrari        | 57     | Acidente             | 2    |        |
| Ret    | 36 | Andrea de Adamich    | Surtees-Ford   | 55     | Motor                | 10   |        |
| Ret    | 22 | Nanni Galli          | Tecno          | 54     | Acidente             | 24   |        |
| Ret    | 29 | Jacky Ickx           | Ferrari        | 47     | Injeção              | 4    |        |
| Ret    | 14 | Mike Beuttler        | March-Ford     | 31     | Semieixo             | 22   |        |
| Ret    | 18 | Wilson Fittipaldi    | Brabham-Ford   | 28     | Câmbio               | 18   |        |
| Ret    | 24 | Peter Gethin         | BRM            | 27     | Bomba de combustível | 17   |        |
| Ret    | 23 | Jean-Pierre Beltoise | BRM            | 15     | Superaquecimento     | 6    |        |
| Ret    | 35 | Tim Schenken         | Surtees-Ford   | 11     | Superaquecimento     | 21   |        |
| DNS    | 26 | Vern Schuppan        | BRM            |        | Não largou           |      |        |
| Fonte: |    |                      |                |        |                      |      |        |

## Tabela do campeonato após a corrida
|   | Pos. | Piloto               | Pontos |
| - | ---- | -------------------- | ------ |
|   | 1    | Emerson Fittipaldi   | 28     |
| 1 | 2    | Denny Hulme          | 19     |
| 1 | 3    | Jacky Ickx           | 16     |
|   | 4    | Jackie Stewart       | 12     |
|   | 5    | Jean-Pierre Beltoise | 9      |

|  | Pos. | Construtor   | Pontos |
|  | ---- | ------------ | ------ |
|  | 1    | Lotus-Ford   | 28     |
|  | 2    | McLaren-Ford | 23     |
|  | 3    | Ferrari      | 19     |
|  | 4    | Tyrrell-Ford | 18     |
|  | 5    | BRM          | 9      |

- Nota: Somente as primeiras cinco posições estão listadas. A temporada de 1972 foi dividida em dois blocos de seis corridas onde cada piloto descartaria um resultado. Neste ponto esclarecemos: na tabela dos construtores figurava somente o melhor resultado dentre os carros do mesmo time.